# Ђија
Ђија (енгл. Gia) амерички је биографски и драмски телевизијски филм из 1998. године у режији Мајкла Кристофера, по сценарију Кристофера и Џеја Макинернија. Говори о животу једног од првих супермодела, Ђији Каранџи (Анџелина Џоли). Добио је позитивне критике критичара.

## Радња
Филм прати живот Ђије Каранџи од њених бунтовних тинејџерских дана па све до трагичне и преране смрти од сиде, у двадесет шестој години живота. Ђија Каранџи живела је пуним плућима, но нико, готово до самог краја, није могао претпоставити да тако прелепа девојка може бити заиста несрећна. Смештен у гламурозни модни свет касних 70-их, филм доноси причу о брзом узлету манекенке, водећи кроз њен живот испуњен љубављу и страстима, али и опсесијама, зависношћу и самодеструктивношћу, све до њене смрти, када постаје једна од првих жена у Америци која је преминула од опаке болести.

## Улоге
- Анџелина Џоли као Ђија Каранџи
  - Мила Кунис као Џија Каранџи (са 11 година)
- Феј Данавеј као Вилхелмина Купер
- Мерседес Рул као Кетлин Каранџи
- Елизабет Мичел као Линда
- Скот Коен као Мајк Менсфилд
- Кајли Травис као Стефани
- Едмунд Генест као Франческо Скавуло
- Александер Енберг као Крис фон Вангенхајм
- Луис Ђамбалво као Џозеф Каранџи
- Ерик Мајкл Кол као Т. Џ.
- Џон Консидин као Брус Купер
- Џејмс Хејвен као младић
- Рик Батаљакао Филип
- Брајан Донован као наркоман
- Триша О’Нил као уредник Воуга
- Сем Панкејк као Франческов стилиста
- Адина Портер као девојка
- Мајкл И. Роџерс као фотограф
- Ник Спано као Мајкл
- Џејсон Стјуарт као агент